# メイ水県 (邯鄲市)
洺水県（めいすい-けん）は中華人民共和国河北省にかつて存在した県。現在の邯鄲市曲周県南東部に相当する。金代から元初にかけて華北地区に同名の洺水県が設置されたが、別県である。
586年（開皇6年）、隋朝により設置された。843年（会昌3年）、唐朝により廃止された。